# Veaceslav Sofroni
Veaceslav Sofroni (n. 30 aprilie 1984) este un fotbalist din Republica Moldova, care joacă pe postul de atacant.